# Milonga igual
Milonga igual es el segundo disco del cuarteto de guitarristas uruguayo Cuarteto Zitarrosa. Fue publicado en CD por el sello RCA/BMG en 1995.
El álbum consta de trece temas instrumentales y uno cantado por el Canario Luna. La formación del Cuarteto Zitarrosa, que grabó el disco, estuvo integrada por Silvio Ortega, Eduardo "Toto" Méndez, Marcel Cháves y Carlos Morales. La producción artística estuvo a cargo de Jorge Nasser, quien es además autor de dos de los temas interpretados. Los arreglos de guitarra conjugan la tradición y el legado de Alfredo Zitarrosa con la originalidad propia.

## Lista de canciones
| N.º | Título                                                                                            | Escritor(es)                      | Duración |  |
| 1.  | «Milonga de pelo largo»                                                                           | Gustavo Ciarlo                    |          |  |
| 2.  | «Milonga veraz»                                                                                   | Eduardo Méndez                    |          |  |
| 3.  | «De media noche»                                                                                  | Carlos Morales                    |          |  |
| 4.  | «Tierra virgen»                                                                                   | Carlos Morales - Eduardo Méndez   |          |  |
| 5.  | «Romance de barrio»                                                                               | Aníbal Troilo - Homero Manzi      |          |  |
| 6.  | «Recopilación: Stéfani / Doña Soledad / Pa'l que se va / Crece desde el pie / El violín de Becho» | Alfredo Zitarrosa                 |          |  |
| 7.  | «Milonga tuya»                                                                                    | Eduardo Méndez                    |          |  |
| 8.  | «Montevideo en Mi»                                                                                | Eduardo Méndez                    |          |  |
| 9.  | «Ya basta»                                                                                        | Alfredo Zitarrosa                 |          |  |
| 10. | «Candombe de la aduana»                                                                           | Jorge Nasser                      |          |  |
| 11. | «Milonga de ellos»                                                                                | Silvio Ortega                     |          |  |
| 12. | «Ad Libitum»                                                                                      | Eduardo Méndez                    |          |  |
| 13. | «Los boliches»                                                                                    | Ignacio Suárez - Yamandú Palacios |          |  |
| 14. | «Milonga igual»                                                                                   | Jorge Nasser                      |          |  |